# Germania (YouTube-kanaal)
Germania is een Duits YouTube-kanaal dat zich bezighoudt met migratieproblematiek en Duitsland als immigratieland. Het kanaal wordt beheerd door de Duitse openbare omroep Funk en geproduceerd door Hyperbole Medien GmbH.

## Onderwerpen
Germania schetst een beeld van Duitsland door bekende persoonlijkheden af te beelden die niet in Duitsland zijn geboren, of een migratieachtergrond hebben maar toch al langere tijd in Duitsland wonen. De gasten vertellen over identiteit en hoe zij Duitsland ervaren. Vaak zijn de gasten bekende Duitse rappers als Capital Bra, Samy Deluxe, Eko Fresh of Massiv, maar ook YouTubers als Shirin David of Katja Krasavice of acteurs als Yasin el Harrouk of Enissa Amani waren te gast bij Germania.
Van 24 juli 2017 tot 21 september 2017 verschenen video's van het Clarify-project op het YouTube-kanaal van Germania. Visa Vie sprak in deze vorm met bekende Duitse muzikanten ter gelegenheid van de Duitse Bondsdagverkiezing 2017 over verschillende politieke en sociale kwesties. Bij Germania verschenen korte teaservideo's, die elk het volledige gesprek aankondigden, dat in audiopodcast-formaat verscheen. Bij Clarify waren onder meer Olli Schulz, Clueso en Die Lochis te gast.
Op de Dag van de Duitse Eenheid op 3 oktober 2018 startte Germania een driedelige special getiteld Germania Ost. Deze gaat over het identiteitsgevoel van mensen die zijn opgegroeid in het voormalige Oost-Duitsland. MC Bomber, Sookee en Romano waren te gast.

## Kritiek
Emily Dische-Becker beschuldigt Germania van Die Zeit voor het produceren van video's die te weinig kritisch zijn en die uiteindelijk alleen bedoeld zijn om het "Duitse publiek een goed gevoel" te geven. Zelfs als Germania" tenminste een platform [heeft] gecreëerd waarop Duitsers van verschillende afkomst kunnen praten over hun dagelijkse realiteit", omschrijft ze de observaties van de deelnemers als "saai" en als kritiekloze "lofzangen voor hun vaderland". In Neues Deutschland bekritiseert Samuela Nickel ook de idealisering van Duitsland, die de maatschappijkritiek op het alledaagse racisme, dat ook Germania noemt, "tandeloos" maakt.
Jannis Holl daarentegen prees de Frankfurter Allgemeine Zeitnung voor het feit dat Germania-gasten hun eigen verhalen vertelden zonder als migrant te worden bestempeld. De jury van de Grimme-prijs noemde de presentatie van "multiculturalisme in de eerste plaats als een kans en een verrijking" als bijzonder opmerkelijk. De jury prees ook de ‘relaxte sfeer’ waarin de gasten hun verhaal vertellen, maar ook de ‘verfijnde esthetiek’ van beeld en geluid.

## Nominaties en prijzen
- 2017: Genomineerd voor de Grimme Online Award voor cultuur en entertainment[11][12]
- 2018: Het winnen van de 54e Grimme-prijs voor kinderen en jongeren[10][13]
- 2018: Het winnen van de Goldene Kamera Digital Award voor Special Award[14][15]